# 刘福泰
刘福泰（1893年—1952年11月），男，生于香港，籍贯广东宝安，建筑师，毕业于俄勒冈大学，中国同盟会成员，中国近代建筑先驱。

## 生平
1893年，刘福泰生于香港，祖籍广东宝安。刘福泰父辈早年移居香港，在英国人开办的工厂做工，家境并不富裕。刘福泰父母育有九个子女，刘福泰排行第七。刘福泰小时候就读于教会开办的义学，以半工半读的方式完成了启蒙教育。
1913年，刘福泰怀揣400元，只身前往美国留学。刘福泰一遍读书，一边打工，做过果园采摘工，饭馆跑堂等工作。1917年，刘福泰毕业于芝加哥的伊利诺伊工业学校。工作几年后，刘福泰又进入俄勒冈大学建筑工程系深造。1924年，刘福泰凭优异成绩获俄勒冈大学建筑学学士学位。1925年，刘福泰又获俄勒冈大学建筑学硕士学位。刘福泰为中国同盟会成员，1925年孙中山逝世后回国参加中山陵设计与修建工作。
1925年9月，吕彦直和黄檀甫创立上海彦记建筑事务所，开始中山陵的设计修建工作。刘福泰回国后曾任职于天津万国工程公司，后来加入了彦记建筑事务所，担任建筑师，承担了中山陵不少设计工作。1927年8月，刘福泰受聘中央大学副教授兼建筑科主任，开始了他的教育生涯。1928年2月，刘福泰加入中国建筑师协会；同年，刘福泰与梁思成、关颂声等参与全国工学院分系科目表的起草和审查工作。1930年，刘福泰晋升中央大学教授。
1933年，刘福泰与广东同乡中山人谭垣合作开办“刘福泰谭垣建筑师都市计划师事务所（Lau & Tam）”。1934年，刘福泰因事务所工作繁忙，辞去中央大学建筑工程系主任一职，虞炳烈接任，但刘福泰仍任教于中央大学。1937年7月，卢沟桥事变爆发，日本开始全面侵华；同年12月，南京国民政府迁往重庆，中央大学亦随之西迁，西迁前刘福泰接替离任的卢树森，再次担任系主任。1940年，刘福泰因故离开中央大学，开办刘福泰建筑师事务所，在重庆完成了一系列建筑设计和城市规划项目。
抗战结束后，刘福泰于1945年至1946年间担任贵州大学土木工程系教授兼系主任。1946年7月，刘福泰受聘北洋大学，筹备建筑工程系；1947年，北洋大学建筑系正式招生。1948年，解放战争局势动荡，北洋大学教学停顿，唐山工学院建筑系主任林炳贤辞职，刘福泰10月受聘于唐山工学院，任教授兼建筑系主任，带领师生南迁上海，借用上海交通大学校舍复课。1949年9月，唐山工学院迁回唐山复校，刘福泰留任唐山工学院。1951年，刘福泰由于年纪已大，卸任系主任一职。1952年9月，全国高等院校院系调整，多个学校相关院系合并成立天津大学土木建筑工程系，刘福泰随之调往天津大学；同年10月，天津大学土木建筑工程系正式开学；同年11月，刘福泰因急性腹膜炎逝于天津总医院。

## 成就
刘福泰是中国近代第一代建筑师，设计了众多杰出作品；刘福泰还投身教育事业多年，任教于多所院校，创建了中央大学、北洋大学建筑工程系，为中国近代培养了众多建筑人才，是中国近代建筑教育先驱。
刘福泰的主要建筑作品有：
- 南京中山陵（1925-1929年，与吕彦直等）
- 南京灵谷寺第十九路军淞沪抗战阵亡将士纪念碑（1933年）
- 浙江六和塔修复与绿化工程（1933年）
- 山东泰山日观峰气象台（1934年）
- 南京廖仲恺墓（1935年）
- 南京板桥村住宅设计（1935-1936年）
- 重庆北碚可园
- 重庆北碚澄江镇文公所
- 重庆北碚澄江镇中学
- 天津北洋大学教授住宅